# Coppa Italia Serie C 2017-2018
La Coppa Italia Serie C 2017-2018 è stata una competizione di calcio italiana a cui hanno partecipato le 57 squadre iscritte al campionato di Serie C 2017-2018. È iniziata il 6 agosto 2017 e si è conclusa il 25 aprile 2018 con la finale.

## Formula
Partecipano alla competizione le stesse 57 squadre che risultano iscritte al campionato di Serie C 2017-2018. La competizione si divide nelle seguenti fasi:
- Fase eliminatoria a gironi: vi partecipano le 28 squadre che non hanno partecipato alla Coppa Italia maggiore più le 2 squadre ripescate dalla Serie D (che hanno invece partecipato anche ai primi turni della coppa maggiore in quanto designate dal Dipartimento Interregionale della Lega Nazionale Dilettanti). Le squadre sono suddivise in 10 gironi da tre squadre, con gare di sola andata. La vincente di ogni girone si qualifica per la fase finale.
- Fase finale: vi partecipano 37 squadre: le 27 ammesse di diritto (in quanto designate dalla Lega Italiana Calcio Professionistico per partecipare anche alla Coppa Italia maggiore) e le 10 vincitrici degli altrettanti gironi della fase eliminatoria. Si svolge secondo la formula dell'eliminazione diretta, con un tabellone determinato su accoppiamenti guidati dal criterio di vicinanza geografica.
  - Primo turno: viene disputato solo da 10 delle 37 squadre, che si affrontano in 5 partite di sola andata per ridurre il numero delle partecipanti da 37 a 32; il fattore campo è determinato per sorteggio.
  - Sedicesimi di finale: sono disputati dalle 5 vincenti del primo turno e dalle 27 che non hanno disputato il primo turno; si giocano 16 partite di sola andata, con fattore campo determinato per sorteggio.
  - Ottavi e quarti di finale: le squadre rimaste si affrontano in partite di sola andata. La squadra ospitante viene determinata per sorteggio.
  - Semifinali e finale: le squadre si affrontano in partite di andata e ritorno. La squadra ospitante la partita di andata viene determinata per sorteggio.

## Fase a gironi

### Girone A
| Squadra   | P.ti | G | V | N | P | GF | GS | DR |
| --------- | ---- | - | - | - | - | -- | -- | -- |
| Monza     | 4    | 2 | 1 | 1 | 0 | 2  | 1  | +1 |
| Carrarese | 2    | 2 | 0 | 2 | 0 | 2  | 2  | 0  |
| Cuneo     | 1    | 2 | 0 | 1 | 1 | 3  | 4  | -1 |

| Monza 6 agosto 2017, ore 18:30 CEST 1ª giornata | Monza             | 0 – 0 referto | Carrarese | Stadio Brianteo\| Arbitro: \| Bitonti (Bologna) \| |
| Arbitro:                                        | Bitonti (Bologna) |               |           |                                                    |

| Arbitro: | Ricci (Firenze) |

|             |           |                                    |
| Zampano 29’ | Marcatori | 15’ (rig.) Cori 81’ (rig.) Palazzo |

| Arbitro: | Clerico (Torino) |

|                         |           |                              |
| Vassallo 13’ Tavano 33’ | Marcatori | 61’ Cristini 90+4’ Quitadamo |

### Girone B
| Squadra   | P.ti | G | V | N | P | GF | GS | DR |
| --------- | ---- | - | - | - | - | -- | -- | -- |
| Triestina | 3    | 2 | 1 | 0 | 1 | 4  | 1  | +3 |
| Mestre    | 3    | 2 | 1 | 0 | 1 | 3  | 4  | -1 |
| Südtirol  | 3    | 2 | 1 | 0 | 1 | 1  | 3  | -2 |

| Arbitro: | Donda (Cormons) |

|                                 |           |  |
| Beccaro 4’ Bussi 60’ Fabbri 79’ | Marcatori |  |

| Arbitro: | Luciani (Roma 1) |

|                |           |  |
| Costantino 33’ | Marcatori |  |

| Arbitro: | Zufferli (Udine) |

|                                                     |           |  |
| Petrella 33’ Arma 49’ (rig.) Aquaro 76’ Troiani 83’ | Marcatori |  |

### Girone C
| Squadra       | P.ti | G | V | N | P | GF | GS | DR |
| ------------- | ---- | - | - | - | - | -- | -- | -- |
| Ravenna       | 4    | 2 | 1 | 1 | 0 | 3  | 0  | +3 |
| Fano          | 4    | 2 | 1 | 1 | 0 | 2  | 0  | +2 |
| Santarcangelo | 0    | 2 | 0 | 0 | 2 | 0  | 5  | -5 |

| Arbitro: | Cudini (Fermo) |

|                             |           |  |
| Ronchi 8’ Papa 43’ Samb 75’ | Marcatori |  |

| Arbitro: | Fontani (Siena) |

|  |           |                            |
|  | Marcatori | 60’ Melandri 65’ Germinale |

| Fano 20 agosto 2017, ore 20:30 CEST 3ª giornata | Fano               | 0 – 0 referto | Ravenna | Stadio Raffaele Mancini\| Arbitro: \| Feliciani (Teramo) \| |
| Arbitro:                                        | Feliciani (Teramo) |               |         |                                                             |

### Girone D
| Squadra   | P.ti | G | V | N | P | GF | GS | DR |
| --------- | ---- | - | - | - | - | -- | -- | -- |
| Pontedera | 6    | 2 | 2 | 0 | 0 | 5  | 0  | +5 |
| Pistoiese | 1    | 2 | 0 | 1 | 1 | 1  | 2  | -1 |
| Modena    | 1    | 2 | 0 | 1 | 1 | 1  | 5  | -4 |

| Arbitro: | Marcenaro (Genova) |

|                                  |           |  |
| Pesenti 28’, 35’, 47’ Grassi 84’ | Marcatori |  |

| Arbitro: | Rossetti (Ancona) |

|                   |           |                |
| Giorno 85’ (rig.) | Marcatori | 64’ Cauterucci |

| Arbitro: | Zingarelli (Siena) |

|  |           |                   |
|  | Marcatori | 52’ (rig.) Grassi |

### Girone E
| Squadra   | P.ti | G | V | N | P | GF | GS | DR |
| --------- | ---- | - | - | - | - | -- | -- | -- |
| Prato     | 4    | 2 | 1 | 1 | 0 | 2  | 1  | +1 |
| Siena     | 2    | 2 | 0 | 2 | 0 | 2  | 2  | 0  |
| Gavorrano | 1    | 2 | 0 | 1 | 1 | 1  | 2  | -1 |

| Arbitro: | Maranesi (Ciampino) |

|               |           |                     |
| Cristiani 53’ | Marcatori | 56’ (rig.) Lombardi |

| Arbitro: | Colombo (Como) |

|               |           |             |
| Marzorati 67’ | Marcatori | 41’ Marotta |

| Arbitro: | Chindemi (Viterbo) |

|  |           |            |
|  | Marcatori | 62’ Liurni |

### Girone F
| Squadra   | P.ti | G | V | N | P | GF | GS | DR |
| --------- | ---- | - | - | - | - | -- | -- | -- |
| Viterbese | 4    | 2 | 1 | 1 | 0 | 5  | 2  | +3 |
| Olbia     | 4    | 2 | 1 | 1 | 0 | 4  | 3  | +1 |
| Arzachena | 0    | 2 | 0 | 0 | 2 | 1  | 5  | -4 |

| Arbitro: | Moriconi (Roma 2) |

|                          |           |           |
| Ogunseye 33’ Ragatzu 64’ | Marcatori | 77’ Lisai |

| Arbitro: | Colombo (Como) |

|  |           |                                                 |
|  | Marcatori | 25’ (rig.) Vandeputte 45+2’ Ngissah 80’ Tortori |

| Arbitro: | Provesi (Treviglio) |

|                             |           |                              |
| Razziti 34’ Cenciarelli 80’ | Marcatori | 78’ (rig.) Ragatzu 89’ Feola |

### Girone G
| Squadra      | P.ti | G | V | N | P | GF | GS | DR |
| ------------ | ---- | - | - | - | - | -- | -- | -- |
| Teramo       | 3    | 2 | 1 | 0 | 1 | 3  | 2  | +1 |
| Fermana      | 3    | 2 | 1 | 0 | 1 | 3  | 3  | 0  |
| Racing Fondi | 3    | 2 | 1 | 0 | 1 | 3  | 4  | -1 |

| Arbitro: | Camplone (Pescara) |

|                          |           |  |
| Gasperi 41’ D'Angelo 46’ | Marcatori |  |

| Arbitro: | Di Cairano (Ariano Irpino) |

|                         |           |  |
| Tulli 9’, 15’ Ilari 17’ | Marcatori |  |

| Arbitro: | Acanfora (Castellammare di Stabia) |

|                               |           |                |
| Lazzari 36’ De Sousa 53’, 80’ | Marcatori | 90+1’ Akammadu |

### Girone H
| Squadra        | P.ti | G | V | N | P | GF | GS | DR |
| -------------- | ---- | - | - | - | - | -- | -- | -- |
| Bisceglie      | 3    | 2 | 1 | 0 | 1 | 4  | 2  | +2 |
| Fidelis Andria | 3    | 2 | 1 | 0 | 1 | 1  | 1  | 0  |
| Monopoli       | 3    | 2 | 1 | 0 | 1 | 2  | 4  | -2 |

| Arbitro: | Cascone (Nocera Inferiore) |

|             |           |  |
| Barisic 90’ | Marcatori |  |

| Arbitro: | Miele (Nola) |

|                                                         |           |                     |
| Lugo Martinez 44’ Jovanović 57’ Partipilo 60’ Petta 64’ | Marcatori | 14’ (rig.) Paolucci |

| Arbitro: | Longo (Paola) |

|            |           |  |
| Genchi 36’ | Marcatori |  |

### Girone I
| Squadra   | P.ti | G | V | N | P | GF | GS | DR |
| --------- | ---- | - | - | - | - | -- | -- | -- |
| Reggina   | 6    | 2 | 2 | 0 | 0 | 3  | 0  | +3 |
| Rende     | 3    | 2 | 1 | 0 | 1 | 2  | 3  | -1 |
| Catanzaro | 0    | 2 | 0 | 0 | 2 | 1  | 3  | -2 |

| Arbitro: | Mantelli (Brescia) |

|                 |           |  |
| Bezziccheri 72’ | Marcatori |  |

| Arbitro: | Cascone (Nocera Inferiore) |

|                    |           |                              |
| Marchio 70’ (aut.) | Marcatori | 6’ Felleca 47’ (rig.) Franco |

| Arbitro: | Nicoletti (Catanzaro) |

|  |           |                       |
|  | Marcatori | 18’ Silenzi 75’ Tazza |

### Girone L
| Squadra        | P.ti | G | V | N | P | GF | GS | DR |
| -------------- | ---- | - | - | - | - | -- | -- | -- |
| Catania        | 6    | 2 | 2 | 0 | 0 | 9  | 2  | +7 |
| Sicula Leonzio | 3    | 2 | 1 | 0 | 1 | 5  | 4  | +1 |
| Akragas        | 0    | 2 | 0 | 0 | 2 | 1  | 9  | -8 |

| Arbitro: | Pasciuta (Agrigento) |

|                                       |           |                             |
| Curiale 66’ Pozzebon 73’ Russotto 75’ | Marcatori | 12’ Arcidiacono 66’ Bollino |

| Arbitro: | Rutella (Enna) |

|                  |           |                                           |
| 67’ (rig.) Longo | Marcatori | Tavares 12’ Camilleri 77’ Arcidiacono 88’ |

| Arbitro: | Marchetti (Ostia Lido) |

|                                                                   |           |  |
| Ripa 22’, 29’ Correia 69’ Rossetti 71’ Tedeschi 78’ Mazzarani 89’ | Marcatori |  |

## Fase a eliminazione diretta
Alla fase finale partecipano 37 società di cui 10 qualificate nella fase a gironi e le 27 che hanno partecipato alla Coppa Italia organizzata dalla Lega Nazionale Professionisti Serie A.

### Primo turno
Sulla base di criteri determinati, per sorteggio vengono designate 5 gare di qualificazione per la riduzione da 37 a 32 squadre per l’ammissione ai Sedicesimi di finale.
| Squadra 1       | Risultato   | Squadra 2          |
| --------------- | ----------- | ------------------ |
| 17 ottobre 2017 |             |                    |
| Bisceglie       | 2 - 0       | Virtus Francavilla |
| 18 ottobre 2017 |             |                    |
| AlbinoLeffe     | 1 - 0 (dts) | Monza              |
| Ravenna         | 0 - 2       | Reggiana           |
| Pisa            | 0 - 1       | Pontedera          |
| Gubbio          | 1 - 3       | Sambenedettese     |

| Arbitro: | Valiante (Salerno) |

|                    |           |  |
| Jovanović 76’, 78’ | Marcatori |  |

| Arbitro: | Volpi (Arezzo) |

|  |           |              |
|  | Marcatori | 50’ Pinzauti |

| Arbitro: | Meleleo (Casarano) |

|  |           |                         |
|  | Marcatori | 59’ Cesarini 67’ Cianci |

| Arbitro: | Andreini (Forlì) |

|                |           |                                 |
| Burzigotti 47’ | Marcatori | 36’, 80’ Valente 45’ Candellori |

| Arbitro: | Garofalo (Torre del Greco) |

|           |           |  |
| Gusu 106’ | Marcatori |  |

### Sedicesimi di finale
| Squadra 1           | Risultato       | Squadra 2      |
| ------------------- | --------------- | -------------- |
| 18 ottobre 2017     |                 |                |
| Vicenza             | 2 - 1           | Pordenone      |
| 15 novembre 2017    |                 |                |
| AlbinoLeffe         | 2 - 0           | Pro Piacenza   |
| 21 novembre 2017    |                 |                |
| Padova              | 5 - 0           | Triestina      |
| Paganese            | 1 - 0           | Juve Stabia    |
| Lecce               | 2 - 1           | Bisceglie      |
| Matera              | 3 - 2           | Reggina        |
| Trapani             | 0 - 0 (4-2 dtr) | Siracusa       |
| 22 novembre 2017    |                 |                |
| Renate              | 2 - 1           | Giana Erminio  |
| Bassano Virtus      | 0 - 0 (1-2 dtr) | Feralpisalò    |
| Reggiana            | 1 - 2           | Prato          |
| Pontedera           | 1 - 0           | Lucchese       |
| Viterbese Castrense | 0 - 0 (3-2 dtr) | Teramo         |
| Casertana           | 3 - 1 (dts)     | Sambenedettese |
| Catania             | 1 - 2           | Cosenza        |
| 28 novembre 2017    |                 |                |
| Piacenza            | 0 - 4           | Alessandria    |
| 29 novembre 2017    |                 |                |
| Livorno             | 2 - 1           | Arezzo         |

| Arbitro: | Curti (Milano) |

|               |           |             |
| Comi 46’, 78’ | Marcatori | 55’ Raffini |

| Arbitro: | Miele (Torino) |

|                                |           |  |
| Ravasio 54’ Sibilli 88’ (rig.) | Marcatori |  |

| Arbitro: | Ayroldi (Molfetta) |

|                   |           |  |
| Scarpa 88’ (rig.) | Marcatori |  |

| Arbitro: | Fiorini (Frosinone) |

|                                       |           |                              |
| Dugandžić 13’ Corado 21’ Battista 28’ | Marcatori | 23’ Sparacello 90+3’ Silenzi |

| Arbitro: | Maranesi (Ciampino) |

|                                  |                      |                                   |
| Steffè Taugordeau Palumbo Evacuo | Tiri di rigore 4 – 2 | Mucciante Bernardo Grillo Daffara |

| Arbitro: | Miele (Nola) |

|                                 |           |          |
| Mancosu 75’ (rig.) Dubickas 90’ | Marcatori | 64’ Azzi |

| Arbitro: | Mei (Pesaro) |

|                                                           |           |  |
| Zivkov 9’ Russo 32’ Chinellato 50’ Mazzocco 66’ Cisco 78’ | Marcatori |  |

| Arbitro: | Tursi (Valdarno) |

|                      |           |            |
| Ungaro 28’ Musto 34’ | Marcatori | 67’ Okyere |

| Arbitro: | Meleleo (Casarano) |

|                                      |                      |                                |
| Gashi Salvi Giordani Proia Venitucci | Tiri di rigore 1 – 2 | Gamarra Magnino Jawo Alcibiade |

| Arbitro: | Lorenzin (Castelfranco Veneto) |

|            |           |                     |
| Chakir 10’ | Marcatori | 25’ Rozzi 38’ Vangi |

| Arbitro: | Di Cairano (Ariano Irpino) |

|                                         |                      |                                                |
| Musacci Tortori Sini Vandeputte Kabashi | Tiri di rigore 3 – 2 | Terracino Varas Paolucci Pietrantonio Faggioli |

| Arbitro: | Cipriani (Empoli) |

|                 |           |  |
| Bonaventura 85’ | Marcatori |  |

| Arbitro: | Camplone (Pescara) |

|                                 |           |                |
| Alfageme 65’, 92’ Cigliano 100’ | Marcatori | 9’ Di Pasquale |

| Arbitro: | Zingarelli (Siena) |

|              |           |                  |
| Russotto 78’ | Marcatori | 56’, 75’ Liguori |

| Arbitro: | Santoro (Messina) |

|  |           |                                                   |
|  | Marcatori | 25’ Fischnaller 34’ Russini 75’ Pastore 81’ Nicco |

| Arbitro: | Zingarelli (Siena) |

|                          |           |             |
| Maiorino 45’ Montini 85’ | Marcatori | 5’ Sabatino |

### Ottavi di finale
Si disputano in gara unica.
| Squadra 1        | Risultato       | Squadra 2   |
| ---------------- | --------------- | ----------- |
| 5 dicembre 2017  |                 |             |
| Renate           | 1 - 1 (4-2 dtr) | Feralpisalò |
| 6 dicembre 2017  |                 |             |
| Viterbese        | 3 - 0           | Livorno     |
| Casertana        | 0 - 1 (dts)     | Paganese    |
| 13 dicembre 2017 |                 |             |
| Alessandria      | 2 - 2 (5-4 dtr) | AlbinoLeffe |
| 13 gennaio 2018  |                 |             |
| Padova           | 3 - 0           | Vicenza     |
| 14 gennaio 2018  |                 |             |
| Lecce            | 3 - 0           | Matera      |
| Cosenza          | 1 - 0           | Trapani     |
| 17 gennaio 2018  |                 |             |
| Pontedera        | 3 - 2 (dts)     | Prato       |

| Arbitro: | Gariglio (Pinerolo) |

|                                            |                      |                                    |
| Gomez 24’                                  | Marcatori            | 36’ Jawo                           |
| De Micheli Simonetti Gomez Fietta Mattioli | Tiri di rigore 4 – 2 | Gamarra Turano Hergheligiu Bertoli |

| Arbitro: | De Santis (Lecce) |

|                                       |           |  |
| Jefferson 37’ Sanè 68’ Vandeputte 73’ | Marcatori |  |

| Arbitro: | Meraviglia (Pistoia) |

|  |           |             |
|  | Marcatori | 107’ Talamo |

| Arbitro: | Pasciuta (Agrigento) |

|                                             |                      |                                               |
| Casasola 78’ González 80’                   | Marcatori            | 62’ Montella 90+3’ Colombi                    |
| González Fischnaller Casasola Giosa Marconi | Tiri di rigore 5 – 4 | Colombi Ravasio Pellicanò Mondonico Giorgione |

| Padova 13 gennaio 2018, ore 14:30 CET Ottavi di finale | Padova | 3 – 0 | Vicenza | Stadio Euganeo |

| Arbitro: | D'Ascanio (Ancona) |

|                                                |           |  |
| Dubickas 39’ Costa Ferreira 50’ Mėgelaitis 88’ | Marcatori |  |

| Arbitro: | Robilotta (Sala Consilina) |

|               |           |  |
| Calamai 90+5’ | Marcatori |  |

| Arbitro: | Annaloro (Collegno) |

|                                          |           |                                |
| Benericetti 7’ Pandolfi 50’ Posocco 102’ | Marcatori | 21’ (aut.) Romiti 72’ Fantacci |

### Quarti di finale
Si disputano in gara unica.
| Squadra 1           | Risultato       | Squadra 2 |
| ------------------- | --------------- | --------- |
| 7 febbraio 2018     |                 |           |
| Pontedera           | 2 - 1           | Padova    |
| 14 febbraio 2018    |                 |           |
| Lecce               | 0 - 2           | Cosenza   |
| Viterbese Castrense | 1 - 1 (4-3 dtr) | Paganese  |
| Alessandria         | 1 - 0           | Renate    |

| Arbitro: | Camplone (Pescara) |

|                         |           |            |
| Tofanari 4’ Raffini 22’ | Marcatori | 66’ Lanini |

| Arbitro: | Perotti (Legnano) |

|  |           |                        |
|  | Marcatori | 61’ Okereke 68’ Loviso |

| Arbitro: | Zufferli (Udine) |

|                                          |                      |                                           |
| Sini 14’                                 | Marcatori            | 90+5’ Cuppone                             |
| Méndez Vandeputte Sini Benedetti Bismark | Tiri di rigore 4 – 3 | Cuppone Ngamba Bensaja Cesaretti Maiorano |

| Arbitro: | Zanonato (Vicenza) |

|                 |           |  |
| Fischnaller 15’ | Marcatori |  |

### Semifinali
Si disputano tra il 21 febbraio e il 6 marzo (le gare di andata) e il 6 e il 14 marzo 2018 (le gare di ritorno).
| Squadra 1           | Totale          | Squadra 2 | Andata | Ritorno     |
| ------------------- | --------------- | --------- | ------ | ----------- |
| Alessandria         | 0 - 0 (3-0 dtr) | Pontedera | 0 - 0  | 0 - 0 (dts) |
| Viterbese Castrense | 4 - 3           | Cosenza   | 3 - 1  | 1 - 2       |

#### Andata
| Alessandria 21 febbraio 2018, ore 19:30 CET Semifinale | Alessandria     | 0 – 0 referto | Pontedera | Stadio Giuseppe Moccagatta (1.200 spett.)\| Arbitro: \| Viotti (Tivoli) \| |
| Arbitro:                                               | Viotti (Tivoli) |               |           |                                                                            |

| Arbitro: | Proietti (Terni) |

|                                                     |           |              |
| Pascali 6’ (aut.) Jefferson 33’ De Sousa 90’ (rig.) | Marcatori | 42’ Bruccini |

#### Ritorno
| Arbitro: | Robilotta (Sala Consilina) |

|                         |                      |                              |
| Caponi Rossini Pinzauti | Tiri di rigore 0 – 3 | Gonzalez Piccolo Fischnaller |

| Arbitro: | Prontera (Bologna) |

|                      |           |               |
| Tutino 31’ Perez 89’ | Marcatori | 81’ Calderini |

### Finale
La finale si disputa in gara doppia: 11 aprile (andata) e 25 aprile (ritorno) 2018.
| Squadra 1           | Totale | Squadra 2   | Andata | Ritorno |
| ------------------- | ------ | ----------- | ------ | ------- |
| Viterbese Castrense | 1 - 4  | Alessandria | 0 - 1  | 1 - 3   |

#### Andata
| Arbitro: | Amabile (Vicenza) |

|  |           |             |
|  | Marcatori | 40’ Marconi |

#### Ritorno
| Arbitro: | Volpi (Arezzo) |

|                              |           |                    |
| Marconi 59’ (rig.), 61’, 78’ | Marcatori | 12’ Di Paolantonio |

## Statistiche

### Individuali

#### Classifica marcatori
| Gol | Rigori |  | Giocatore            | Squadra                                  |
| --- | ------ |  | -------------------- | ---------------------------------------- |
| 4   |        |  | Michele Marconi      | Alessandria                              |
| 3   |        |  | Ivan Jovanović       | Bisceglie                                |
| 3   |        |  | Massimiliano Pesenti | Pontedera                                |
| 3   | 1      |  | Claudio De Sousa     | Viterbese Castrense (1) Racing Fondi (2) |
| 2   |        |  | Luis Alfageme        | Casertana                                |
| 2   |        |  | Pietro Arcidiacono   | Sicula Leonzio                           |
| 2   |        |  | Gianmario Comi       | Vicenza                                  |
| 2   |        |  | Edgaras Dubickas     | Lecce                                    |
| 2   |        |  | Manuel Fischnaller   | Alessandria                              |
| 2   | 1      |  | Luigi Grassi         | Pontedera                                |
| 2   |        |  | Luigi Liguori        | Cosenza                                  |
| 2   | 1      |  | Daniele Ragatzu      | Olbia                                    |
| 2   |        |  | Simone Raffini       | Pontedera                                |
| 2   |        |  | Francesco Ripa       | Catania                                  |
| 2   |        |  | Christian Silenzi    | Reggina                                  |
| 2   |        |  | Giacomo Tulli        | Teramo                                   |
| 2   |        |  | Nicola Valente       | Sambenedettese                           |
| 2   | 1      |  | Jari Vandeputte      | Viterbese Castrense                      |
| 2   |        |  | Jefferson            | Viterbese Castrense                      |